# Andreas Žampa
Andreas Žampa (Kežmarok, 13 agosto 1993) è uno sciatore alpino slovacco.

## Biografia
Žampa è originario di Starý Smokovec di Vysoké Tatry e fratello di Adam e Teo, a loro volta sciatori alpini; attivo in gare FIS dal dicembre del 2008, ha esordito in Coppa Europa l'11 febbraio 2011 a Monte Pora in slalom gigante (senza qualificarsi per la seconda manche), ai Campionati mondiali a Garmisch-Partenkirchen 2011 (82º nello slalom gigante) e in Coppa del Mondo il 2 dicembre 2012 a Beaver Creek in slalom gigante (senza completare la gara). Nel 2013 ha preso parte ai Mondiali di Schladming, senza portare a termine né lo slalom gigante né lo slalom speciale, e l'anno dopo ha debuttato ai Giochi olimpici invernali: a Soči 2014 si è piazzato 36° nel supergigante, 32° nello slalom gigante e non ha terminato lo slalom speciale. Ai Mondiali di Vail/Beaver Creek 2015 ha gareggiato in tutte le specialità: si è piazzato 41º nella discesa libera, 41º nel supergigante, 32º nello slalom gigante, 29º nello slalom speciale e 39º nella combinata.
Ha ottenuto i primi punti in Coppa del Mondo il 22 gennaio 2016, chiudendo al 23º posto la combinata di Kitzbühel, e l'anno dopo, ai Mondiali di Sankt Moritz 2017, ha vinto la medaglia d'argento nella gara a squadre, è stato 34º nello slalom gigante, 40º nella combinata e non ha completato supergiante e slalom speciale. Ai XXIII Giochi olimpici invernali di Pyeongchang 2018 si è classificato 39º nel supergigante, 35º nello slalom speciale, 9º nella gara a squadre e non ha completato lo slalom gigante; l'anno dopo ai Mondiali di Åre non ha completato lo slalom gigante, mentre a quelli di Cortina d'Ampezzo 2021 si è piazzato 20º nello slalom gigante e non si è qualificato per la finale nello slalom parallelo. Ai XXIV Giochi olimpici invernali di Pechino 2022 è stato 16º nello slalom gigante, 12º nella gara a squadre e non ha completato lo slalom speciale; ai Mondiali di Saalbach-Hinterglemm 2025 si è classificato 28º nello slalom gigante.

## Palmarès

### Mondiali
- 1 medaglia:
  - 1 argento (gara a squadre a Sankt Moritz 2017)

### Coppa del Mondo
- Miglior piazzamento in classifica generale: 117º nel 2017

### Coppa Europa
- Miglior piazzamento in classifica generale: 132º nel 2021

### Nor-Am Cup
- Miglior piazzamento in classifica generale: 47º nel 2022
- 1 podio:
  - 1 vittoria

#### Nor-Am Cup - vittorie
| Data             | Località        | Paese       | Specialità |
| ---------------- | --------------- | ----------- | ---------- |
| 20 novembre 2021 | Copper Mountain | Stati Uniti | GS         |

Legenda:

GS = slalom gigante

### Australia New Zealand Cup
- Miglior piazzamento in classifica generale: 2º nel 2018
- Vincitore della classifica di slalom gigante nel 2017 e nel 2018
- 8 podi:
  - 2 vittorie
  - 3 secondi posti
  - 3 terzi posti

#### Australia New Zealand Cup - vittorie
| Data           | Località     | Paese         | Specialità |
| -------------- | ------------ | ------------- | ---------- |
| 24 agosto 2016 | Mount Hotham | Australia     | GS         |
| 30 agosto 2022 | Coronet Peak | Nuova Zelanda | GS         |

Legenda:

GS = slalom gigante

### Far East Cup
- Miglior piazzamento in classifica generale: 15º nel 2015
- 2 podi:
  - 2 terzi posti

### Campionati slovacchi
- 11 medaglie[3]:
  - 3 ori (slalom gigante nel 2017; slalom gigante nel 2019; slalom gigante nel 2022)
  - 6 argenti (supergigante nel 2012; discesa libera, supercombinata nel 2013; slalom gigante nel 2014; slalom gigante nel 2016; slalom speciale nel 2017)
  - 2 bronzi (slalom gigante nel 2013; slalom speciale nel 2014)